# Coupe d'Europe de rugby à XV 2003-2004
Navigation
H-Cup 2002-2003 H-Cup 2004-2005
La Coupe d'Europe de rugby 2003-2004, neuvième édition, réunit des équipes irlandaises, italiennes, écossaises, anglaises, galloises et françaises. Les formations s'affrontent dans une première phase de six poules de quatre clubs, puis par élimination directe à partir des quarts de finale.
Pour cette édition, l'attribution des points en phase de poules est celle utilisée pour les Tri-Nations de l'hémisphère Sud et pour la Coupe du monde. Une victoire rapporte 4 points, un match nul 2 points et une défaite rien. À cela s'ajoutent d'éventuels points de bonus. Une équipe gagne un point de bonus offensif lorsqu'elle inscrit au moins quatre essais au cours d'une rencontre, un point de bonus défensif lorsqu'elle perd de sept points ou moins. Ces bonus peuvent se cumuler (deux points de bonus pour une défaite de sept points au plus tout en marquant quatre essais au moins).
Les six équipes classées premières ainsi que les deux meilleures deuxièmes sont qualifiées pour les quarts de finale. En cas d'égalité de points entre équipes d'un même poule, elles sont départagées par les résultats de leur affrontement direct sur deux matchs (d'abord au nombre de points gagnés, puis au nombre d'essais marqués et enfin à la meilleure différence de points). Si les équipes appartiennent à des poules différentes, on considère l'ensemble de leurs matchs de poule (d'abord au nombre d'essais marqués, puis à la différence de points, au nombre de joueurs suspendus et en dernier recours par tirage au sort).
Les équipes arrivées en tête de leur poule sont classées de 1 à 6 et les deux meilleures deuxièmes sont classées 7 et 8. Les oppositions en quart de finale sont définies de la manière suivante : équipes 1 contre 8, de même 2 contre 7, 3 - 6 et 4 - 5. La suite de la compétition se fait par élimination directe à chaque tour. Les équipes classées de 1 à 4 reçoivent en quart de finale. Les demi-finales sont tirées au sort, la première équipe tirée évoluant souvent dans un stade du même pays.
Cette édition propose une nouvelle fois une compétition équilibrée. Il est à noter que c'est la première fois qu'une équipe écossaise est qualifiée pour les quarts de finale avec la présence d'Édimbourg. La compétition s'arrête là pour eux puisqu'ils sont nettement battus par les Toulousains qu'ils avaient déjà affrontés en poule. Le dernier carré voit un affrontement franco-français entre le Biarritz olympique et le Stade toulousain qui tourne à l'avantage de ce dernier. L'autre demi-finale met aux prises les Irlandais du Munster et les Anglais des London Wasps. Comme l'année précédente face à Toulouse, les Irlandais s'inclinent et échouent aux portes de la finale. Le match pour le sacre a lieu le 23 mai 2004 au Stade de Twickenham de Londres et les London Wasps remportent leur premier trophée, le Stade toulousain échouant de justesse à conserver son titre.

## Première phase

### Notations
Signification des abréviations :
| - Pts : points de classement - J : matchs joués - V : nombre de victoires - N : nombre de matchs nuls - D : nombre de défaites | - EM : nombre d'essais marqués - EE : nombre d'essais encaissés - BO : points de bonus offensif - BD : points de bonus défensif | - PM : nombre de points marqués - PE : nombre de points encaissés - Δ : différence de points |

### Poule 1
| Équipe                | Pays           |
| --------------------- | -------------- |
| Leicester Tigers      | Angleterre     |
| Stade français Paris  | France         |
| Newport Gwent Dragons | Pays de Galles |
| Ulster                | Irlande        |

| Équipe                    | Pts | J | V | N | D | EM | EE | BO | BD | PM  | PE  | Δ   |
| ------------------------- | --- | - | - | - | - | -- | -- | -- | -- | --- | --- | --- |
| (6e) Stade français Paris | 18  | 6 | 4 | 0 | 2 | 11 | 8  | 1  | 1  | 134 | 80  | +54 |
| Leicester Tigers          | 15  | 6 | 3 | 0 | 3 | 17 | 10 | 3  | 0  | 137 | 115 | +22 |
| Ulster                    | 14  | 6 | 3 | 0 | 3 | 10 | 9  | 1  | 1  | 109 | 106 | +3  |
| Newport Gwent Dragons     | 9   | 6 | 2 | 0 | 4 | 5  | 16 | 0  | 1  | 67  | 146 | -79 |

| Date        | Lieu                    | Équipe                | Score | Adversaire            |
| ----------- | ----------------------- | --------------------- | ----- | --------------------- |
| 6 décembre  | Jean-Bouin, Paris       | Stade français Paris  | 26-15 | Leicester Tigers      |
| 7 décembre  | Rodney Parade, Newport  | Newport Gwent Dragons | 24-15 | Ulster                |
| 12 décembre | Ravenhill, Belfast      | Ulster                | 22-20 | Stade français Paris  |
| 14 décembre | Welford Road, Leicester | Leicester Tigers      | 34-3  | Newport Gwent Dragons |
| 10 janvier  | Rodney Parade, Newport  | Newport Gwent Dragons | 20-12 | Stade français Paris  |
| 11 janvier  | Ravenhill, Belfast      | Ulster                | 33-0  | Leicester Tigers      |
| 17 janvier  | Welford Road, Leicester | Leicester Tigers      | 49-7  | Ulster                |
| 18 janvier  | Jean-Bouin, Paris       | Stade français Paris  | 37-0  | Newport Gwent Dragons |
| 24 janvier  | Jean-Bouin, Paris       | Stade français Paris  | 13-10 | Ulster                |
| 24 janvier  | Rodney Parade, Newport  | Newport Gwent Dragons | 20-26 | Leicester Tigers      |
| 30 janvier  | Welford Road, Leicester | Leicester Tigers      | 13-26 | Stade français Paris  |
| 30 janvier  | Ravenhill, Belfast      | Ulster                | 22-0  | Newport Gwent Dragons |

### Poule 2
| Équipe                | Pays           |
| --------------------- | -------------- |
| Leeds Tykes           | Angleterre     |
| Stade toulousain      | France         |
| Neath-Swansea Ospreys | Pays de Galles |
| Edinburgh Rugby       | Écosse         |

| Équipe                 | Pts | J | V | N | D | EM | EE | BO | BD | PM  | PE  | Δ   |
| ---------------------- | --- | - | - | - | - | -- | -- | -- | -- | --- | --- | --- |
| (1er) Stade toulousain | 25  | 6 | 5 | 0 | 1 | 18 | 7  | 4  | 1  | 157 | 65  | +92 |
| (8e) Edinburgh Rugby   | 22  | 6 | 5 | 0 | 1 | 14 | 7  | 2  | 0  | 130 | 89  | +41 |
| Leeds Tykes            | 5   | 6 | 1 | 0 | 5 | 5  | 11 | 0  | 1  | 66  | 122 | -56 |
| Neath-Swansea Ospreys  | 4   | 6 | 1 | 0 | 5 | 6  | 18 | 0  | 0  | 78  | 155 | -77 |

| Date        | Lieu                    | Équipe                | Score | Adversaire            |
| ----------- | ----------------------- | --------------------- | ----- | --------------------- |
| 7 décembre  | Meadowbank, Édimbourg   | Edinburgh Rugby       | 23-16 | Stade toulousain      |
| 7 décembre  | Headingley, Leeds       | Leeds Tykes           | 29-20 | Neath-Swansea Ospreys |
| 12 décembre | St Helens, Swansea      | Neath-Swansea Ospreys | 16-32 | Edinburgh Rugby       |
| 12 décembre | Ernest-Wallon, Toulouse | Stade toulousain      | 19-3  | Leeds Tykes           |
| 9 janvier   | Meadowbank, Édimbourg   | Edinburgh Rugby       | 19-9  | Leeds Tykes           |
| 10 janvier  | Ernest-Wallon, Toulouse | Stade toulousain      | 29-6  | Neath-Swansea Ospreys |
| 16 janvier  | The Gnoll, Neath        | Neath-Swansea Ospreys | 11-29 | Stade toulousain      |
| 18 janvier  | Headingley, Leeds       | Leeds Tykes           | 0-23  | Edinburgh Rugby       |
| 23 janvier  | Meadowbank, Édimbourg   | Edinburgh Rugby       | 33-15 | Neath-Swansea Ospreys |
| 25 janvier  | Headingley, Leeds       | Leeds Tykes           | 22-31 | Stade toulousain      |
| 31 janvier  | St Helens, Swansea      | Neath-Swansea Ospreys | 10-3  | Leeds Tykes           |
| 31 janvier  | Ernest-Wallon, Toulouse | Stade toulousain      | 33-0  | Edinburgh Rugby       |

### Poule 3
| Équipe             | Pays           |
| ------------------ | -------------- |
| Sale Sharks        | Angleterre     |
| Biarritz olympique | France         |
| Cardiff Blues      | Pays de Galles |
| Leinster           | Irlande        |

| Équipe                  | Pts | J | V | N | D | EM | EE | BO | BD | PM  | PE  | Δ   |
| ----------------------- | --- | - | - | - | - | -- | -- | -- | -- | --- | --- | --- |
| (5e) Biarritz olympique | 20  | 6 | 4 | 0 | 2 | 18 | 12 | 3  | 1  | 139 | 97  | +42 |
| Leinster                | 18  | 6 | 4 | 0 | 2 | 13 | 11 | 1  | 1  | 142 | 113 | +29 |
| Cardiff Blues           | 11  | 6 | 2 | 0 | 4 | 13 | 13 | 0  | 3  | 123 | 132 | -9  |
| Sale Sharks             | 9   | 6 | 2 | 0 | 4 | 6  | 14 | 0  | 1  | 75  | 137 | -62 |

| Date        | Lieu                    | Équipe             | Score | Adversaire         |
| ----------- | ----------------------- | ------------------ | ----- | ------------------ |
| 6 décembre  | Lansdowne Road, Dublin  | Leinster           | 32-6  | Biarritz olympique |
| 6 décembre  | Edgeley Park, Stockport | Sale Sharks        | 26-24 | Cardiff Blues      |
| 12 décembre | Arms Park, Cardiff      | Cardiff Blues      | 19-24 | Leinster           |
| 13 décembre | Aguiléra, Biarritz      | Biarritz olympique | 31-3  | Sale Sharks        |
| 9 janvier   | Lansdowne Road, Dublin  | Leinster           | 22-23 | Sale Sharks        |
| 10 janvier  | Aguiléra, Biarritz      | Biarritz olympique | 35-20 | Cardiff Blues      |
| 17 janvier  | Arms Park, Cardiff      | Cardiff Blues      | 21-20 | Biarritz olympique |
| 18 janvier  | Edgeley Park, Stockport | Sale Sharks        | 16-23 | Leinster           |
| 23 janvier  | Lansdowne Road, Dublin  | Leinster           | 20-17 | Cardiff Blues      |
| 25 janvier  | Edgeley Park, Stockport | Sale Sharks        | 0-15  | Biarritz olympique |
| 31 janvier  | Arms Park, Cardiff      | Cardiff Blues      | 22-7  | Sale Sharks        |
| 31 janvier  | Aguiléra, Biarritz      | Biarritz olympique | 32-21 | Leinster           |

### Poule 4
| Équipe             | Pays           |
| ------------------ | -------------- |
| Northampton Saints | Angleterre     |
| SU Agen            | France         |
| Llanelli Scarlets  | Pays de Galles |
| The Borders        | Écosse         |

| Équipe                 | Pts | J | V | N | D | EM | EE | BO | BD | PM  | PE  | Δ    |
| ---------------------- | --- | - | - | - | - | -- | -- | -- | -- | --- | --- | ---- |
| (4e) Llanelli Scarlets | 23  | 6 | 5 | 0 | 1 | 17 | 5  | 2  | 1  | 160 | 72  | +88  |
| Northampton Saints     | 18  | 6 | 4 | 0 | 2 | 13 | 4  | 1  | 1  | 121 | 54  | +67  |
| SU Agen                | 11  | 6 | 2 | 0 | 4 | 8  | 7  | 1  | 2  | 83  | 94  | -11  |
| The Borders            | 4   | 6 | 1 | 0 | 5 | 4  | 26 | 0  | 0  | 39  | 183 | -144 |

| Date        | Lieu                           | Équipe             | Score | Adverdaire         |
| ----------- | ------------------------------ | ------------------ | ----- | ------------------ |
| 5 décembre  | Stradey Park, Llanelli         | Llanelli Scarlets  | 14-9  | Northampton Saints |
| 6 décembre  | Armandie, Agen                 | SU Agen            | 27-8  | The Borders        |
| 13 décembre | Franklins Gardens, Northampton | Northampton Saints | 25-10 | SU Agen            |
| 14 décembre | Netherdale, Galashiels         | The Borders        | 10-41 | Llanelli Scarlets  |
| 9 janvier   | Stradey Park, Llanelli         | Llanelli Scarlets  | 19-15 | SU Agen            |
| 10 janvier  | Franklins Gardens, Northampton | Northampton Saints | 20-3  | The Borders        |
| 16 janvier  | Netherdale, Galashiels         | The Borders        | 3-39  | Northampton Saints |
| 17 janvier  | Armandie, Agen                 | SU Agen            | 22-15 | Llanelli Scarlets  |
| 23 janvier  | Armandie, Agen                 | SU Agen            | 6-19  | Northampton Saints |
| 24 janvier  | Stradey Park, Llanelli         | Llanelli Scarlets  | 53-7  | The Borders        |
| 1er février | Franklins Gardens, Northampton | Northampton Saints | 9-18  | Llanelli Scarlets  |
| 1er février | Netherdale, Galashiels         | The Borders        | 8-3   | SU Agen            |

### Poule 5
| Équipe              | Pays       |
| ------------------- | ---------- |
| Gloucester RFC      | Angleterre |
| CS Bourgoin-Jallieu | France     |
| Munster             | Irlande    |
| Benetton Trévise    | Italie     |

| Équipe              | Pts | J | V | N | D | EM | EE | BO | BD | PM  | PE  | Δ    |
| ------------------- | --- | - | - | - | - | -- | -- | -- | -- | --- | --- | ---- |
| (3e) Munster        | 24  | 6 | 5 | 0 | 1 | 22 | 5  | 4  | 0  | 172 | 76  | +96  |
| (7e) Gloucester RFC | 24  | 6 | 5 | 0 | 1 | 22 | 11 | 4  | 0  | 197 | 100 | +97  |
| CS Bourgoin-Jallieu | 7   | 6 | 1 | 0 | 5 | 13 | 22 | 2  | 1  | 119 | 191 | -72  |
| Benetton Trévise    | 5   | 6 | 1 | 0 | 5 | 13 | 32 | 1  | 0  | 104 | 225 | -121 |

| Date        | Lieu                           | Équipe              | Score | Adversaire          |
| ----------- | ------------------------------ | ------------------- | ----- | ------------------- |
| 6 décembre  | Di Monigo, Trévise             | Benetton Trévise    | 12-33 | Gloucester RFC      |
| 6 décembre  | Pierre-Rajon, Bourgoin-Jallieu | CS Bourgoin-Jallieu | 17-18 | Munster             |
| 13 décembre | Kingsholm, Gloucester          | Gloucester RFC      | 49-13 | CS Bourgoin-Jallieu |
| 13 décembre | Thomond Park, Limerick         | Munster             | 51-0  | Benetton Trévise    |
| 10 janvier  | Di Monigo, Trévise             | Benetton Trévise    | 42-33 | CS Bourgoin-Jallieu |
| 10 janvier  | Kingsholm, Gloucester          | Gloucester RFC      | 22-11 | Munster             |
| 17 janvier  | Thomond Park, Limerick         | Munster             | 35-14 | Gloucester RFC      |
| 18 janvier  | Pierre-Rajon, Bourgoin-Jallieu | CS Bourgoin-Jallieu | 35-19 | Benetton Trévise    |
| 24 janvier  | Di Monigo, Trévise             | Benetton Trévise    | 20-31 | Munster             |
| 24 janvier  | Pierre-Rajon, Bourgoin-Jallieu | CS Bourgoin-Jallieu | 18-37 | Gloucester RFC      |
| 31 janvier  | Kingsholm, Gloucester          | Gloucester RFC      | 42-11 | Benetton Trévise    |
| 31 janvier  | Thomond Park, Limerick         | Munster             | 26-3  | CS Bourgoin-Jallieu |

### Poule 6
| Équipe          | Pays           |
| --------------- | -------------- |
| London Wasps    | Angleterre     |
| USA Perpignan   | France         |
| Celtic Warriors | Pays de Galles |
| Rugby Calvisano | Italie         |

| Équipe            | Pts | J | V | N | D | EM | EE | BO | BD | PM  | PE  | Δ    |
| ----------------- | --- | - | - | - | - | -- | -- | -- | -- | --- | --- | ---- |
| (2e) London Wasps | 24  | 6 | 5 | 0 | 1 | 22 | 8  | 3  | 1  | 186 | 85  | +101 |
| Celtic Warriors   | 20  | 6 | 4 | 0 | 2 | 11 | 10 | 2  | 2  | 123 | 118 | +5   |
| USA Perpignan     | 15  | 6 | 3 | 0 | 3 | 13 | 11 | 2  | 1  | 119 | 115 | +4   |
| Rugby Calvisano   | 3   | 6 | 0 | 0 | 6 | 13 | 30 | 1  | 2  | 115 | 225 | -110 |

| Date        | Lieu                     | Équipe          | Score | Adversaire      |
| ----------- | ------------------------ | --------------- | ----- | --------------- |
| 5 décembre  | Brewery Field, Bridgend  | Celtic Warriors | 34-25 | Rugby Calvisano |
| 7 décembre  | Adams Park, High Wycombe | London Wasps    | 28-7  | USA Perpignan   |
| 13 décembre | San Michele, Calvisano   | Rugby Calvisano | 33-52 | London Wasps    |
| 13 décembre | Aimé-Giral, Perpignan    | USA Perpignan   | 26-19 | Celtic Warriors |
| 10 janvier  | Aimé-Giral, Perpignan    | USA Perpignan   | 48-7  | Rugby Calvisano |
| 11 janvier  | Adams Park, High Wycombe | London Wasps    | 9-14  | Celtic Warriors |
| 16 janvier  | Brewery Field, Bridgend  | Celtic Warriors | 12-17 | London Wasps    |
| 17 janvier  | San Michele, Calvisano   | Rugby Calvisano | 11-17 | USA Perpignan   |
| 23 janvier  | Brewery Field, Bridgend  | Celtic Warriors | 16-15 | USA Perpignan   |
| 25 janvier  | Adams Park, High Wycombe | London Wasps    | 46-13 | Rugby Calvisano |
| 1er février | San Michele, Calvisano   | Rugby Calvisano | 26-28 | Celtic Warriors |
| 1er février | Aimé-Giral, Perpignan    | USA Perpignan   | 6-34  | London Wasps    |

## Quarts de finale
| Date     | Lieu                     | Équipe            | Score   | Adversaire           |
| -------- | ------------------------ | ----------------- | ------- | -------------------- |
| 9 avril  | Stradey Park, Llanelli   | Llanelli Scarlets | 10 - 27 | Biarritz olympique   |
| 10 avril | Thomond Park, Limerick   | Munster           | 37 - 32 | Stade français Paris |
| 10 avril | Stadium, Toulouse        | Stade toulousain  | 36 - 10 | Edinburgh Rugby      |
| 11 avril | Adams Park, High Wycombe | London Wasps      | 34 - 3  | Gloucester RFC       |

## Demi-finales
| Date     | Lieu                    | Équipe           | Score   | Adversaire         |
| -------- | ----------------------- | ---------------- | ------- | ------------------ |
| 24 avril | Chaban-Delmas, Bordeaux | Stade toulousain | 19 - 11 | Biarritz olympique |
| 25 avril | Lansdowne Road, Dublin  | Munster          | 32 - 37 | London Wasps       |

## Finale
| Confrontation           | London Wasps - Stade toulousain |
| Score                   | 27 - 20 (mt 13 - 11) |
| Date                    | 23 mai 2004 |
| Stade                   | Stade de Twickenham, Londres |
| Spectateurs             | 73 057 |
| Arbitre                 | Alain Rolland |
| Composition des équipes | |
| London Wasps            | Titulaires : 15 Mark van Gisbergen, 14 Josh Lewsey, 13 Fraser Waters, 12 Stuart Abbott, 11 Tom Voyce, 10 Alex King, 9 Rob Howley, 8 Lawrence Dallaglio (cap.), 7 Paul Volley, 6 Joe Worsley, 5 Richard Birkett, 4 Simon Shaw, 3 Will Green, 2 Trevor Leota, 1 Tim Payne. Remplaçants : 16 Henry Nwume, 17 Mark Lock, 18 Ben Gotting, 19 Martin Purdy, 20 Peter Richards, 21 Mark Denney, 22 Ayoola Erinle. |
| Stade toulousain        | Titulaires : 15 Clément Poitrenaud, 14 Émile Ntamack puis Vincent Clerc (67e), 13 Cédric Desbrosse, 12 Yannick Jauzion, 11 Cédric Heymans, 10 Yann Delaigue puis Jean-Baptiste Élissalde (53e), 9 Frédéric Michalak, 8 Christian Labit, 7 Finau Maka, 6 Jean Bouilhou, 5 Trevor Brennan puis David Gerard (53e), 4 Fabien Pelous (cap.), 3 Jean-Baptiste Poux, 2 William Servat puis Yannick Bru (59e), 1 Patrice Collazo. Remplaçants : 16 Julian Fiorini, 17 Yannick Bru, 18 David Gerard, 19 Isitolo Maka, 20 Jean-Baptiste Élissalde, 21 Vincent Clerc, 22 Romain Millo-Chluski. |
| Points marqués          | |
| London Wasps            | 3 essais de Stuart Abbott (20e), Mark van Gisbergen (44e), Rob Howley (79e), 3 transformations de Mark van Gisbergen (20e, 44e, 79e), 2 pénalités de Mark van Gisbergen (15e, 31e). |
| Stade toulousain        | 1 essai de Yann Delaigue (39e) et 5 pénalités de Yann Delaigue (5e, 11e), Jean-Baptiste Élissalde (57e, 71e, 76e) |
| Évolution du score      | 0-3, 0-6, 3-6, 10-6, 10-11, 13-11, mt, 20-11, 20-14, 20-17, 20-20, 27-20 |